# پالانگ‌کارایا

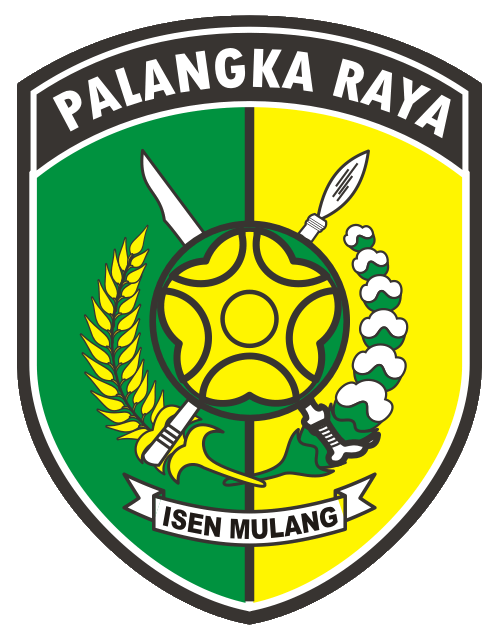
نشان پالانگ‌کارایا.

پالانگ‌کارایا (اندونزیایی: Kota Palangka Raya) یکی از شهرهای اندونزی و پایتخت استان کالیمانتان مرکزی است. این شهر در بین رودخانه‌های کایاهان و سابانگائو واقع شده‌است.
پالانگ‌کارایا هم‌چون سایر شهرهای کالیمانتان مرکزی (نظیر سمپیت) در فوریه و مارس سال ۲۰۰۱ میلادی، صحنهٔ درگیری‌های گستردهٔ قومی بین بومیان (دایاک‌ها) و مهاجران (مادورها) بوده‌است. هزاران تن از مادورها برای رهایی از خشونت‌های قومی از ۲۰ سال پیش سایر جزایر را به مقصد کالیمانتان ترک کرده بودند.
اکثر ساکنان پالانگ‌کارایا را مسلمانان تشکیل می‌دهند. البته شماری از مسیحیان و دایاک‌ها نیز در بین آن‌ها دیده می‌شود. جمعیت این شهر در سرشماری سال ۲۰۰۰ بالغ بر ۱۶۰٬۰۱۸ نفر بوده‌است.